# Bazargan (Afganistán)
Bazargan (en persa: بازرگان) es un pueblo de la provincia de Herat, Afganistán.